# Придорожное (Славский район)
Придорожное — посёлок в Славском районе Калининградской области. Входит в состав Большаковского сельского поселения.

## Население
| 2002 | 2010 |
| ---- | ---- |
| 504  | ↗547 |

## История
Посёлок Гросс Ашнаггерн был взят вечером 20 января 1945 года частями и соединениями 39-й армии.
В 1946 году Гросс Ашнаггерн был переименован в поселок Придорожное.